# Alberto Ruiz y Royo
Alberto Ruiz y Royo fue un político republicano español. Líder del movimiento insurreccional logroñés contra los Borbones en la "Revolución Gloriosa" de 1868 y presidente de la Diputación Provincial de Logroño en la I República. Dirigió partidas antimonárquicas, que fueron derrotadas por las tropas isabelinas en las peñas de Islallana (La Rioja).
Participó en el Pacto Federal Castellano en representación de la provincia de Logroño (1869), con los republicanos logroñeses José Sáenz de Santamaría y Tirso Crespo.
Diputado electo por el distrito de Torrecilla en Cameros en las elecciones de 10 de mayo de 1873 con 3.774 votos obtenidos de un total 3.785 votantes y 11.014 electores. Poco antes, en febrero de 1873, había sido nombrado alcalde de Logroño.
Eliminada la República, en los años de la Restauración, será uno de los líderes republicanos históricos de su provincia, junto con Juan Manuel Zapatero y Carlos Amusco.